# Eliane Coelho
Eliane Coelho (Rio de Janeiro, 1951) è un soprano brasiliano; è stata un soprano all'Oper Frankfurt ed ha interpretato decine di ruoli alla Wiener Staatsoper.

## Biografia
Eliane Coelho iniziò a studiare architettura in un college di Rio de Janeiro, ma presto decise che avrebbe abbracciato la carriera di cantante in Europa. Fu allieva di Solange Petit-Renaux, ex star dell'Opéra di Parigi. Nel 1971 si trasferì in Germania e studiò alla Musikhochschule di Hannover. Nel 1974 cantava già ruoli come Nannetta, Gretel, Zdenka, Violetta, Liù and Konstanze. Nel 1976 concentrò le sue esibizioni allo Stadttheater, a Brema, dove rimase per sei anni e aggiunse ruoli come Fiorilla ne Il turco in Italia, Norina in Don Pasquale, Hanna Glawari ne La vedova allegra e Lulu in Lulu di Berg. Dopo aver iniziato la sua carriera come soprano lirico di coloratura, la sua voce guadagnò gradualmente peso e un colore più scuro, tendendo al repertorio lirico e lirico spinto.

## Carriera
Nel 1984 diventò un soprano regolare all'Oper Frankfurt. È anche apparsa come artista ospite in diversi teatri d'opera, come al Teatro Regio di Torino, dove ha cantato in Lulu e anche ad Aquisgrana e alla Volksoper di Vienna. Nel 1988 ha cantato i ruoli di Giulietta, ne I racconti di Hoffmann, al Bregenzer Festspiele e di Donna Elvira al Theatro Municipal di Rio de Janeiro. Alla fine degli anni '80 aveva già cantato in molti paesi. La sua svolta definitiva sarebbe però avvenuta alcuni anni dopo. Nel 1990 cantò Tosca a Heidelberg e, nel 1991, Donna Anna a Rio de Janeiro. Nello stesso anno fu assunta dalla Wiener Staatsoper, dove debuttò con un grande successo come Salomè, che sarebbe diventato il suo ruolo più acclamato. Dal 1991 al 2003 ha cantato il ruolo straussiano circa 140 volte.
In quel teatro ha interpretato decine di ruoli, tra cui: Maria in Maria Stuarda, Giulietta ne I racconti di Hoffmann, Elettra in Idomeneo, Donna Anna in Don Giovanni, Salomé in Hérodiade, Hélène nella Jérusalem di Verdi, Elena ne I Vespri Siciliani, Abigaille in Nabucco, Tosca, Madama Butterfly, Liù in Turandot, Lady Macbeth, Lina in Stiffelio, Maddalena in Andrea Chénier e tanti altri ruoli. Si è anche esibita come artista ospite alla Wiener Volksoper come Tatiana in Eugenio Onegin e come Abigaille, nel 1992; alla Opera di Stato della Baviera e alla Staatsoper Unter den Linden come Salome, nel 1995; alla Scala, a Milano, come Madama Butterfly, nel 1996; all'Opéra Bastille, a Parigi, come Salome, nel 1996 e in altri importanti teatri d'opera in tutto il mondo, da Manaus, in Brasile, a Tokyo. Nel 2003 è Tosca nello spettacolo d'addio a Berlino di Luciano Pavarotti. Sempre nel 2003 ha cantato la sua prima Turandot al Theater St. Gallen e Berlino e ha ricevuto molti applausi. Nel 1998 ha ricevuto il titolo di Kammersängerin a Vienna.

## Ultimi tempi e la malattia
Nel 2005 la Coelho tornò dopo diversi mesi di riposo e lotta contro il cancro. Ricomincia la sua carriera con un nuovo ruolo: Norma di Bellini. Altri impegni recenti includono un ritorno in Brasile dove ha cantato La Gioconda al Teatro Amazonas di Manaus e a San Paolo dove ha anche cantato per la prima volta Lady Macbeth di Mzensk nel 2007. Ha interpretato opere di Giuseppe Verdi, Richard Strauss ( oltre a Salomè, ha cantato Arabella e presenta spesso nei suoi concerti le Quattro Ultime Canzoni di Strauss) e compositori del Verismo. Nel 2008 ha cantato la sua prima Manon Lescaut a Bucarest e la sua prima Elettra a Budapest. Ha debuttato come Amelia in Un ballo in maschera di Verdi e come Anna Bolena nell'omonima opera di Donizetti. Si è anche esibita come Amelia in Simon Boccanegra, ha eseguito il Requiem di Verdi a Bucarest e ha tenuto un recital di canzoni a Mosca. Ha anche cantato Brünnhilde nella Valchiria e Il crepuscolo degli dei in Brasile nel 2012 e 2013.